# Hadejia
Hadejia è una città della Repubblica Federale della Nigeria appartenente allo Stato di Jigawa. È capoluogo dell'omonima area a governo locale (local government area) che conta una popolazione di 105.628 abitanti.